# Donna Caritea, regina di Spagna
Donna Caritea, regina di Spagna (título original en italiano; en español, Doña Caritea, reina de España) es una ópera en dos actos con música de Carlo Coccia y libreto en italiano de Giacomo Serafini y (unos pocos versos del primer acto) Cesare Leopoldo Bixio. Se estrenó el 7 de enero de 1818 en el Teatro Sant'Agostino de Génova, Italia.